# Historiker
Ein Historiker oder eine Historikerin ist ein Wissenschaftler oder eine Wissenschaftlerin, der oder die sich mit der Erforschung der Vergangenheit und der wissenschaftlichen Darstellung von Geschichte beschäftigt. Die Geschichtswissenschaft als Disziplin entstand erst in der Moderne. Dennoch werden auch die antiken, mittelalterlichen und frühneuzeitlichen Geschichtsschreiber als Historiker bezeichnet. Zur besseren Abgrenzung wird hier aber oft von „Geschichtsschreibern“ oder „Historiografen“ bzw. „Historiographen“ gesprochen. Die Bezeichnung Historiker leitet sich von altgriechisch ἱστορία [hɪstoˈʁia] („Erkundung“, „Erforschung“) ab.

## Ausbildung und Tätigkeitsfelder
An Universitäten wird das Geschichtsstudium mit den akademischen Graden Bachelor, Master oder Master of Education abgeschlossen. Diese haben den Magister und das Staatsexamen für Lehramt abgelöst. Die Promotion zum Dr. phil. ist der Nachweis der Fähigkeit zur selbstständigen wissenschaftlichen Arbeit; für den Erhalt des Titels muss die Promotion publiziert werden. Nach den Richtlinien der Deutschen Forschungsgemeinschaft sind promovierte Historiker und Historikerinnen eigenständige Wissenschaftler und können eigene Anträge auf Forschungsförderung stellen. Voraussetzungen für die Bekleidung einer Professur sind in Deutschland heute entweder die Bewährung auf einer Juniorprofessur, ein zweites wissenschaftliches Buch oder die Habilitation. Die im Studium erworbenen Schlüsselqualifikationen – recherchieren, analysieren und präsentieren – sind für viele Arbeitsbereiche relevant. Deshalb können Historiker in vielen verschiedenen Bereichen tätig sein.
Historiker ist in Deutschland keine rechtlich geschützte Berufsbezeichnung. Dementsprechend kann sich jeder als Historiker bezeichnen, der sich wissenschaftlich oder publizistisch mit historischen Fragen befasst. Im Verband der Historiker und Historikerinnen Deutschlands (VHD) sind Geschichtslehrerinnen und Geschichtslehrer sowie Mitglieder organisiert, die geschichtswissenschaftlich in- und außerhalb der Universität oder an außeruniversitären Forschungseinrichtungen tätig sind. Historiker wirken zum Beispiel maßgeblich an Museen oder in Archiven. Viele Historiker sind Journalisten, arbeiten in der Erwachsenenbildung, im Wissenschaftsmanagement und bei öffentlichen Stiftungen. Auch im diplomatischen Dienst sind Historiker beschäftigt. Für die meisten dieser Tätigkeiten sind Zusatzqualifikationen wie eine Promotion, die Archivschule Marburg, ein Referendariat oder ein Volontariat erforderlich. Viele Geschichtsabsolventen arbeiten in der Wirtschaft. Dort sind sie im Marketing, im Personalwesen oder in der Unternehmensberatung tätig. Für einen Einstieg in die Wirtschaft sind ebenfalls zum Teil Zusatzqualifikationen nötig.

## Untergruppen
Historiker sind häufig spezialisiert und heißen dann
- nach Epochen: Althistoriker, Mediävisten, Neuzeithistoriker, Zeithistoriker usw.
- nach Themen: Sozialhistoriker, Mentalitätshistoriker, Kulturhistoriker, Militärhistoriker,  Wirtschaftshistoriker usw.
- oder nach Regionen: Byzantinisten, Amerikanisten usw. (hier gibt es Überschneidungen mit den entsprechenden Sprach- und Kulturwissenschaften), Landeshistoriker, Regionalhistoriker.

Außerdem gibt es die Historischen Grundwissenschaften mit Disziplinen wie der Diplomatik, Paläografie, Chronologie, Heraldik, Numismatik, Epigraphik, Genealogie usw. In der Ur- und Frühgeschichte spielen schriftliche Quellen noch keine Rolle; hier ist die Archäologie die zentrale Wissenschaft. Der Beginn der Geschichte im engeren Sinn wurde früher mit dem Einsetzen einer Schriftkultur definiert, daher ist die Geschichtswissenschaft immer noch zum großen Teil eine Buchstabenwissenschaft. Allerdings wurde bereits zu Beginn des 20. Jahrhunderts mit der Kulturgeschichte und der Kulturwissenschaft die Bedeutung materieller und bildlicher Quellen erkannt. Weil alle älteren Kulturen einen geringeren Grad der Verschriftlichung aufweisen und daher immer auch Theorien und Erkenntnisse anderer Disziplinen wie Anthropologie, Archäologie und zunehmend auch die der Naturwissenschaften (wie der Genetik) herangezogen werden, ist diese Abgrenzung daher für manche Historiker und Historikerinnen nicht mehr erheblich.

## Historiker der Antike
Die folgenden Zuordnungen zur griechischen oder römisch-lateinischen Geschichtsschreibung richten sich bis 300 n. Chr. nach der in den jeweiligen Werken verwendeten Sprache, nicht nach der Herkunft der Autoren.

### Griechischsprachige Geschichtsschreiber bis ca. 300 n. Chr.
Die folgende Liste ist alphabetisch geordnet. Für eine zeitlich geordnete Übersicht vgl. Liste der griechischsprachigen Geschichtsschreiber der Antike.
| Name                        | geboren                                              | gestorben                                          |
| --------------------------- | ---------------------------------------------------- | -------------------------------------------------- |
| Akusilaos von Argos         | 2. Hälfte des 6. Jahrhunderts v. Chr.                | 1. Hälfte des 5. Jahrhunderts v. Chr.              |
| Antiochos von Syrakus       | um 423 v. Chr.                                       | um 423 v. Chr.                                     |
| Appianos von Alexandria     | 2. Jahrhundert                                       | 2. Jahrhundert                                     |
| Aristobulos von Kassandreia | 1. Hälfte des 4. Jahrhunderts v. Chr. in Kassandreia | 301 v. Chr.                                        |
| Arrianus von Nikomedien     | um 95                                                | 175                                                |
| Cassius Dio                 | 155 in Nikaia (Nicaea) in Bithynien                  | nach 229                                           |
| Charon von Lampsakos        | ca. 480 v. Chr.–477 v. Chr.                          | 2. Hälfte des 5. Jahrhunderts v. Chr.              |
| Dinon von Kolophon          | 4. Jahrhundert v. Chr.                               | 4. Jahrhundert v. Chr.                             |
| Diodor                      | 1. Jahrhundert v. Chr.                               | 1. Jahrhundert v. Chr.                             |
| Dionysios von Halikarnassos | 1. Jahrhundert v. Chr.                               | 1. Jahrhundert v. Chr.                             |
| Ephoros von Kyme            | um 400 v. Chr., Kyme                                 | 330 v. Chr.                                        |
| Hekataios von Milet         | 550 v. Chr. (?)                                      | ca. 485 v. Chr.–475 v. Chr.                        |
| Hekataios von Abdera        | 2. Hälfte des 4. Jahrhunderts v. Chr.                | 3. Jahrhundert v. Chr.                             |
| Hellanikos von Lesbos       | ca. 490 v. Chr./480 v. Chr. Mytilene (Lesbos)        | um 400 v. Chr. Perperene (Mysien)                  |
| Herodianos                  | ca. 178, vielleicht Syrien                           | ca. 250                                            |
| Herodot                     | ca. 484 v. Chr., Halikarnassos                       | ca. 425 v. Chr.                                    |
| Hieronymos von Kardia       | um 360 v. Chr.                                       | nach 272 v. Chr.                                   |
| Hippys von Rhegion          |                                                      |                                                    |
| Ion von Chios               | um 480 v. Chr.                                       | um 422 v. Chr.                                     |
| Kallisthenes von Olynth     | um 370 v. Chr.                                       | um 327 v. Chr.                                     |
| Kleitarchos                 | 4./3. Jahrhundert v. Chr.                            | 4./3. Jahrhundert v. Chr.                          |
| Ktesias von Knidos          | 2. Hälfte des 5. Jahrhunderts v. Chr.                | 1. Hälfte des 4. Jahrhunderts v. Chr.              |
| Lukas                       | 1. Jahrhundert                                       | 1. Jahrhundert                                     |
| Megasthenes                 | ca. 350 v. Chr.                                      | ca. 290 v. Chr.                                    |
| Pausanias                   | ca. 115 (Kleinasien)                                 | ca. 180                                            |
| Pherekydes von Athen        | 2. Hälfte des 6. Jahrhunderts v. Chr.                | 1. Hälfte des 5. Jahrhunderts v. Chr.              |
| Quintus Fabius Pictor       | um 254 v. Chr.                                       | um 201 v. Chr.                                     |
| Philinos von Akragas        | 3. Jahrhundert v. Chr.                               | 3. Jahrhundert v. Chr.                             |
| Plutarch                    | um 45 in Chaironeia                                  | um 125                                             |
| Polybios                    | um 201 v. Chr. in Megalopolis auf der Peloponnes     | um 120 v. Chr., Ort unbekannt                      |
| Strabon                     | ca. 63 v. Chr. in Amaseia in Pontos (Amasya)         | nach 23 (26?) n. Chr.                              |
| Theopompos von Chios        | um 378 v. Chr./377 v. Chr. auf Chios                 | zwischen 323 v. Chr. und 300 v. Chr. in Alexandria |
| Thukydides                  | um 460 v. Chr.                                       | zwischen 399 v. Chr. und 396 v. Chr.               |
| Timaios von Tauromenion     | ca. 345 v. Chr. (Tauromenion)                        | ca. 250 v. Chr.                                    |
| Xanthos der Lyder           | 5. Jahrhundert v. Chr.                               | 5. Jahrhundert v. Chr.                             |
| Xenophon von Athen          | um 426 v. Chr.                                       | nach 355 v. Chr.                                   |

### Römische Geschichtsschreiber bis ca. 300 n. Chr.
| Name                          | geboren                                               | gestorben                                 |
| ----------------------------- | ----------------------------------------------------- | ----------------------------------------- |
| Gaius Iulius Caesar           | 13. Juli 100 v. Chr. in Rom                           | 15. März 44 v. Chr.                       |
| Cremutius Cordus              |                                                       | 25 n. Chr.                                |
| Marcus Porcius Cato Censorius | 234 v. Chr. in Tusculum                               | 149 v. Chr. in Rom                        |
| Publius Annius Florus         | 2. Jahrhundert                                        | 2. Jahrhundert                            |
| Flavius Josephus              | 37/38 in Jerusalem                                    | ca. 100                                   |
| Junianus Justinus             |                                                       |                                           |
| Titus Livius                  | vermutlich 59 v. Chr. in Patavium, dem heutigen Padua | ca. 17 n. Chr. in Patavium                |
| Marius Maximus                | ca. 165 n. Chr.                                       | 230 n. Chr.                               |
| Cornelius Nepos               | um 100 v. Chr.                                        | um 25 v. Chr.                             |
| Pamphila                      |                                                       |                                           |
| Velleius Paterculus           | um 19 v. Chr.                                         | um 31                                     |
| Quintus Curtius Rufus         | vermutlich 1. Jahrhundert                             | vermutlich 1. Jahrhundert                 |
| Gaius Suetonius Tranquillus   | zwischen 70 und 75 n. Chr.                            | ca. 130–140 n. Chr.                       |
| Gaius Sallustius Crispus      | 1. Oktober 86 v. Chr. in Amiternum                    | 13. Mai 35 v. Chr. oder 34 v. Chr. in Rom |
| Tacitus                       | um 55                                                 | nach 115                                  |
| Pompeius Trogus               | 1. Jahrhundert v. Chr.                                | 1. Jahrhundert v. Chr.                    |

### SpätantikeGeschichtsschreiber (ca. 300 bis 600 n. Chr.)
| Name                    | geboren                                                              | gestorben                                |
| ----------------------- | -------------------------------------------------------------------- | ---------------------------------------- |
| Agathias                | um 536 in Myrina                                                     | um 582 in Konstantinopel                 |
| Ammianus Marcellinus    | um 330 Antiochia am Orontes/Syrien                                   | um 395 wahrscheinlich in Rom             |
| Aurelius Victor         | vermutlich um 320 in einer der nordafrikanischen römischen Provinzen | vermutlich um 390, möglicherweise in Rom |
| Cassiodor               | um 490 in Scylaceum                                                  | um 583                                   |
| Eunapios von Sardes     | 345                                                                  | 420                                      |
| Eusebius von Caesarea   | 260 bis 264                                                          | 337 bis 340                              |
| Eutropius               | 4. Jahrhundert                                                       | 4. Jahrhundert                           |
| Historia Augusta        | spätes 4./frühes 5. Jahrhundert                                      | spätes 4./frühes 5. Jahrhundert          |
| Johannes Malalas        | um 490 in Antiochia                                                  | um 570 in Konstantinopel                 |
| Jordanes                |                                                                      | vermutlich 552                           |
| Marcellinus Comes       |                                                                      | nach 534                                 |
| Menander Protektor      | 6. Jahrhundert                                                       | 6. Jahrhundert                           |
| Olympiodoros von Theben | 5. Jahrhundert                                                       | 5. Jahrhundert                           |
| Philostorgios           | um 368 in Borissos                                                   | wohl nach 433                            |
| Priskos                 |                                                                      | um 474                                   |
| Prokopios von Caesarea  | um 500                                                               | um 562                                   |
| Theophylaktos Simokates | frühes 7. Jahrhundert                                                | frühes 7. Jahrhundert                    |
| Zosimos                 | 2. Hälfte 5. Jahrhundert                                             | 1. Hälfte 6. Jahrhundert                 |

## Byzantinische Geschichtsschreiber
Byzantinische Geschichtsschreiber sind in der Encyclopedia of the Medieval Chronicle verzeichnet.
| Name                   | geboren                       | gestorben                 |
| ---------------------- | ----------------------------- | ------------------------- |
| Theophanes Homologetes | um 760 in Konstantinopel      | 817/18 in Samothrake      |
| Georgios Monachos      | spätes 9. Jahrhundert         | spätes 9. Jahrhundert     |
| Johannes Skylitzes     | 2. Hälfte 11. Jahrhundert     | 2. Hälfte 11. Jahrhundert |
| Michael Psellos        | 1017/18 in Konstantinopel     | 1078                      |
| Nikephoros Bryennios   | 1062 in Orestias (Adrianopel) | 1137 in Konstantinopel    |
| Anna Komnena           | 1083 in Konstantinopel        | ca. 1154                  |
| Niketas Choniates      | um 1150 in Chonai             | um 1215 in Nikaia         |

## Vom Mittelalter bis zur frühen Neuzeit
Mittelalterliche Geschichtsschreiber aus Europa und Westasien sind in der Encyclopedia of the Medieval Chronicle verzeichnet.
| Name                                | geboren                                       | gestorben                             |
| ----------------------------------- | --------------------------------------------- | ------------------------------------- |
| Gregor von Tours                    | 538 oder 539 in Riom                          | 594 in Tours                          |
| Beda Venerabilis                    | 673 in Wearmouth                              | 735 im Kloster Jarrow                 |
| Paulus Diaconus                     | 725–730 in Friaul                             | 797–799 in Monte Cassino              |
| Einhard                             | ca. 770 in Maingau                            | 840 Kloster Seligenstadt              |
| Nennius                             | 9. Jahrhundert                                | 9. Jahrhundert                        |
| Regino von Prüm                     | ca. 840 (wahrscheinlich) in Altrip bei Speyer | 915 in Trier                          |
| Liutprand von Cremona               | ca. 920                                       | 972                                   |
| Widukind von Corvey                 | ca. 925                                       | nach 973 in Corvey                    |
| al-Bīrūnī                           | 973 in Kath heute Xiva                        | 1048 in Ghazni                        |
| Thietmar von Merseburg              | 976                                           | 1018 vermutlich in Merseburg          |
| Rodulfus Glaber                     | um 985 im Burgund                             | um 1047 in Saint-Germain d’Auxerre    |
| Wipo                                | um 995 möglicherweise in Solothurn            | nach 1046                             |
| Hermann von Reichenau               | 1013 in Altshausen                            | 1054 in Reichenau                     |
| Lampert von Hersfeld                | vor 1028 vermutlich in Franken                | vor 1085 vermutlich in Hersfeld       |
| Adam von Bremen                     | vor 1050                                      | 1081–1085                             |
| Bruno von Merseburg                 |                                               | 1036                                  |
| Cosmas von Prag                     | um 1045                                       | 1125                                  |
| Fulcher von Chartres                | 1059 in oder bei Chartres                     | 1127 in Jerusalem                     |
| Geoffrey von Monmouth               | um 1100 in Monmouth                           | um 1150 in Cardiff                    |
| Otto von Freising                   | um 1112 vermutlich in Klosterneuburg bei Wien | 1158 im Zisterzienserkloster Morimond |
| Helmold von Bosau                   | ca. 1120 im Raum Goslar                       | nach 1177 in Bosau                    |
| Wilhelm von Tyros                   | ca. 1130 in Jerusalem                         | 1186 in Jerusalem                     |
| Arnold von Lübeck                   |                                               | 1211 oder 1214                        |
| Albert von Stade                    | Ende 12. Jahrhundert                          | 5. oder 9. Februar nach 1264          |
| Saxo Grammaticus                    | um 1140                                       | 1220                                  |
| Burchard von Ursberg                | vor 1177 in Biberach (unklar, welches)        | 1230 oder 1231, Kloster Ursberg       |
| Matthäus von Paris                  | um 1199 in England                            | um 1259                               |
| Gotfrid von Cosenza                 |                                               |                                       |
| Salimbene von Parma                 |                                               |                                       |
| Petrus de Ebulo                     | Eboli                                         | vor 1220                              |
| Roger von Wendover                  | Wendover                                      | 6. Mai 1236                           |
| Giovanni Villani                    | ca. 1280 in Florenz                           | 1348 ebenda                           |
| Nikolaus von Butrinto               | Ligny                                         | 1316 in Toul                          |
| Beneš Krabice z Weitmile            |                                               | 27. Juli 1375                         |
| Francesco Petrarca                  | 20. Juli 1304 in Arezzo                       | 19. Juli 1374 in Arquà                |
| Jean Froissart                      | ca. 1337 in Valenciennes                      | ca. 1410 vermutlich in Chimay         |
| Dietrich von Nieheim                | um 1345 in Nieheim bei Paderborn              | 1418 in Maastricht                    |
| Leonardo Bruni                      | um 1370 in Arezzo                             | 1444 in Florenz                       |
| Ladislaus Sunthaym                  | um 1440 in Ravensburg                         | 1512/13                               |
| Hartmann Schedel                    | 1440 in Nürnberg                              | 1514 in Nürnberg                      |
| Johannes Nuhn                       | 1442 in Hersfeld                              | nach 1523 in Hersfeld                 |
| Philippe de Commynes                | ca. 1447                                      | 1511                                  |
| Wigand Gerstenberg                  | vermutlich 1457 in Frankenberg (Eder)         | 1522 in Frankenberg (Eder)            |
| Bohuslaus Lobkowicz von Hassenstein | 1461 auf Burg Hassenstein                     | 1510 auf Burg Hassenstein             |
| Niccolò Machiavelli                 | 1469 in Florenz                               | 1527 in Florenz                       |
| Bartolomé de Las Casas              | 1484 in Sevilla                               | 1566 bei Madrid                       |
| Johannes Aventinus                  | 1477 in Abensberg                             | 1534 in Regensburg                    |
| Francesco Guicciardini              | 1483                                          | 1540                                  |
| Beatus Rhenanus                     | 1485 in Schlettstatt                          | 1547 in Straßburg                     |
| João de Barros                      | 1496                                          | 1570                                  |
| Philipp Melanchthon                 | 1497 in Bretten                               | 1560 in Wittenberg                    |
| Benedetto Varchi                    | 1502                                          | 1565                                  |
| Aegidius Tschudi                    | 1505 in Glarus                                | 1572 in Glarus                        |
| Kaspar Suter                        | 1520 im heutigen Kanton Zug                   | 1554 in Camerano Casasco              |
| Natale Conti                        | 1520                                          | 1582                                  |
| Juan de Mariana                     | 1536 in Talavera de la Reina                  | 1624 in Toledo                        |
| Ubbo Emmius                         | 1547 in Greetsiel                             | 1625 in Groningen                     |
| Francis Bacon                       | 1561 in Dublin                                | 1626 in Dublin                        |
| Johann Andreas Bose                 | 1626                                          | 1674                                  |
| Samuel von Pufendorf                | 1632 in Dorfchemnitz/Sachsen                  | 1694 in Berlin                        |
| Christoph Cellarius                 | 1638 in Schmalkalden                          | 1707 in Halle an der Saale            |
| Gottfried Wilhelm Leibniz           | 1646 in Leipzig                               | 1716 in Hannover                      |
| Gottfried Arnold                    | 1666 in Annaberg/Erzgebirge                   | 1714 in Perleberg                     |

## Historiker des 18. und 19. Jahrhunderts
- Liste der Historiker des 18. und 19. Jahrhunderts

## Historiker des 20. und 21. Jahrhunderts
- Liste der Historiker des 20. und 21. Jahrhunderts

## Historiker außereuropäischer Kulturkreise
Die älteste Tradition der Geschichtsschreibung ist über 3000 Jahre alt und stammt aus China. Hierbei sind die ältesten Geschichtsschreiber jedoch nicht namentlich bekannt, ihre Werke verfügen aber bereits über eine Dokumentation der verwendeten Quellen; erst mit Sima Guangs Zizhi Tongjian von 1084 liegt dann eine präzise Beschreibung der historiografischen Methoden vor.
Geschichtsschreiber von 500 bis 1500 (Mittelalter) aus Europa, Nordafrika und Westasien (z. B. auf Arabisch, Armenisch, Griechisch, Georgisch, Syrisch u. a.) sind in der Encyclopedia of the Medieval Chronicle verzeichnet. Sie teilen mit der Geschichtsschreibung des Flavius Josephus und Eusebius gemeinsame Wurzeln. Sie verbinden Methoden der Zeitrechnung, der Sammlung und Auswertung von Quellen mit theologischen Zielen. Auch die islamische Geschichtsschreibung (ilm at-tarich) galt als Traditionswissenschaft, deren Auftrag war, die unverfälschte Überlieferung der Offenbarung zu sichern. Dazu bedienten sich die arabischen Historiker ausgefeilter Methoden der Quellenkritik, die auf so genannten „Überliefererketten“ (Isnad) aufbaut. In späterer Zeit findet man zunehmend auch Werke säkularen Inhalts.

### Arabische Historiker
Islamische und christliche Geschichtsschreiber in arabischer Sprache aus der Epoche von 500 bis 1500 (Mittelalter) sind in der Encyclopedia of the Medieval Chronicle verzeichnet.
- Tabari (Al-Tabari, 839–923)
- al-Balādhurī († ca. 892)
- al-Mas'udi (um 895–957)
- Usama ibn Munqidh (1095–1188)
- Ibn al-Athīr (1160–1233)
- Ibn Challikan (1211–1282)
- Ibn Chaldun (Ibn Chaldun, 1332–1406)
- Al-Maqrīzī (Maqrizi, 1364–1442)
- Ibn ʿAsākir (1105–1176)

### Chinesische Historiker
- Sima Qian (Han-Dynastie) (um 145 v. Chr. bis um 90 v. Chr.)
- Ban Gu (Han-Dynastie) (32–92)
- Faxian (Jin-Dynastie um 337 bis um 422)
- Sima Guang (Song-Dynastie) (1019–1086)
- Chen Yinke (Republik China) (1890–1969)

### Indische Historiker
- Kalhana (12. Jh.)
- Abu 'l-Fazl (1551–1602)

### Japanische Historiker
- Ishimoda Shō (1912–1986)
- Inoue Kiyoshi (1913–2001)

### Phönikische Historiker
- Sanchuniathon